# وحید علی‌پور
وحید علی پور رهبر ارکستر نوازنده پیانو و آهنگساز ایرانی است.

## زندگی‌نامه
وحید علی پور در در اردبیل زاده شد. از ۱۰ سالگی آموزش پیانو را نزد اساتید اردبیل فرا گرفت. سپس برای ادامه تحصیل به باکو رفته و در آنجا ضمن تحصیل در رشته رهبری اپرا و ارکستر سمفونیک، ارکستر فلارمونیک باکو  را تأسیس می‌کند. وی رهبری ارکستر را زیر نظر ایوب قلی‌اف به اتمام می‌رساند.
پس از آن به ایران بازگشت و در سال ۱۳۹۷ به عنوان رهبر میهمان ارکستر موسیقی ملی ایران به فعالیت خود ادامه داد.همچنین در سال ۱۳۹۸ ارکستر خصوصی خود یعنی ارکستر آلنام را تأسیس کرد که خود به عنوان رهبر و سرپرست ارکستر می‌باشد و تا کنون اجراهای مختلفی با این ارکستر در شهرهای تهران، تبریز و اردبیل داشته آخرین اجرای وی با ارکستر آلنام در دوران کرونا به صورت آنلاین با تلویزیون اینترنتی لنز (ایرانسل) در سال ۱۳۹۹ می‌باشد.